# Marcellin Marbot
Jean-Baptiste Antoine Marcelin Marbot, bekend als Marcellin Marbot (uitspraak: [maʁsølɛ̃ maʁbo]; Altillac, 18 augustus 1782 – Parijs, 16 november 1854), was een Frans militair die vocht in de Napoleontische oorlogen. Hij bereikte de rang van luitenant-generaal in 1836, tijdens het bewind van koning Lodewijk Filips I.
Hij was de zoon van generaal Jean-Antoine Marbot (1754-1800) en de jongere broer van generaal Adolphe Marbot (1781-1844).

## Onderscheidingen
- Nationale Orde van het Legioen van Eer: Ridder (1808)
- Nationale Orde van het Legioen van Eer: Officier (1813)
- Koninklijke en Militaire Orde van de Heilige Lodewijk: Ridder (1827)
- Koninklijke Orde van het Legioen van Eer: Commandeur (1831)
- Leopoldsorde: Commandeur (1833)
- Koninklijke Orde van het Legioen van Eer: Grootofficier (1836)
- Orde van de Eikenkroon: Grootkruis (1842)

## Afbeeldingen

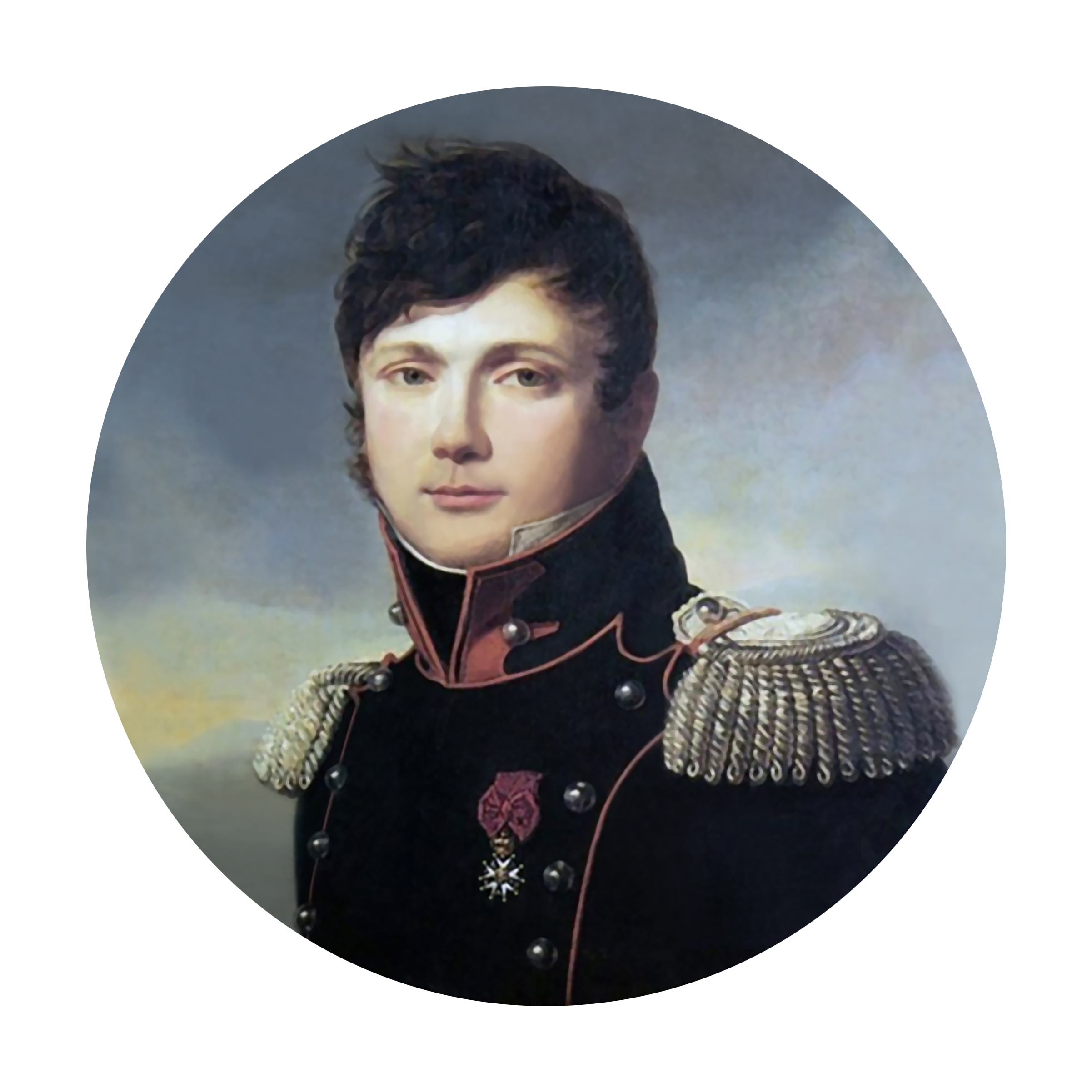
Kolonel Marbot in 1812
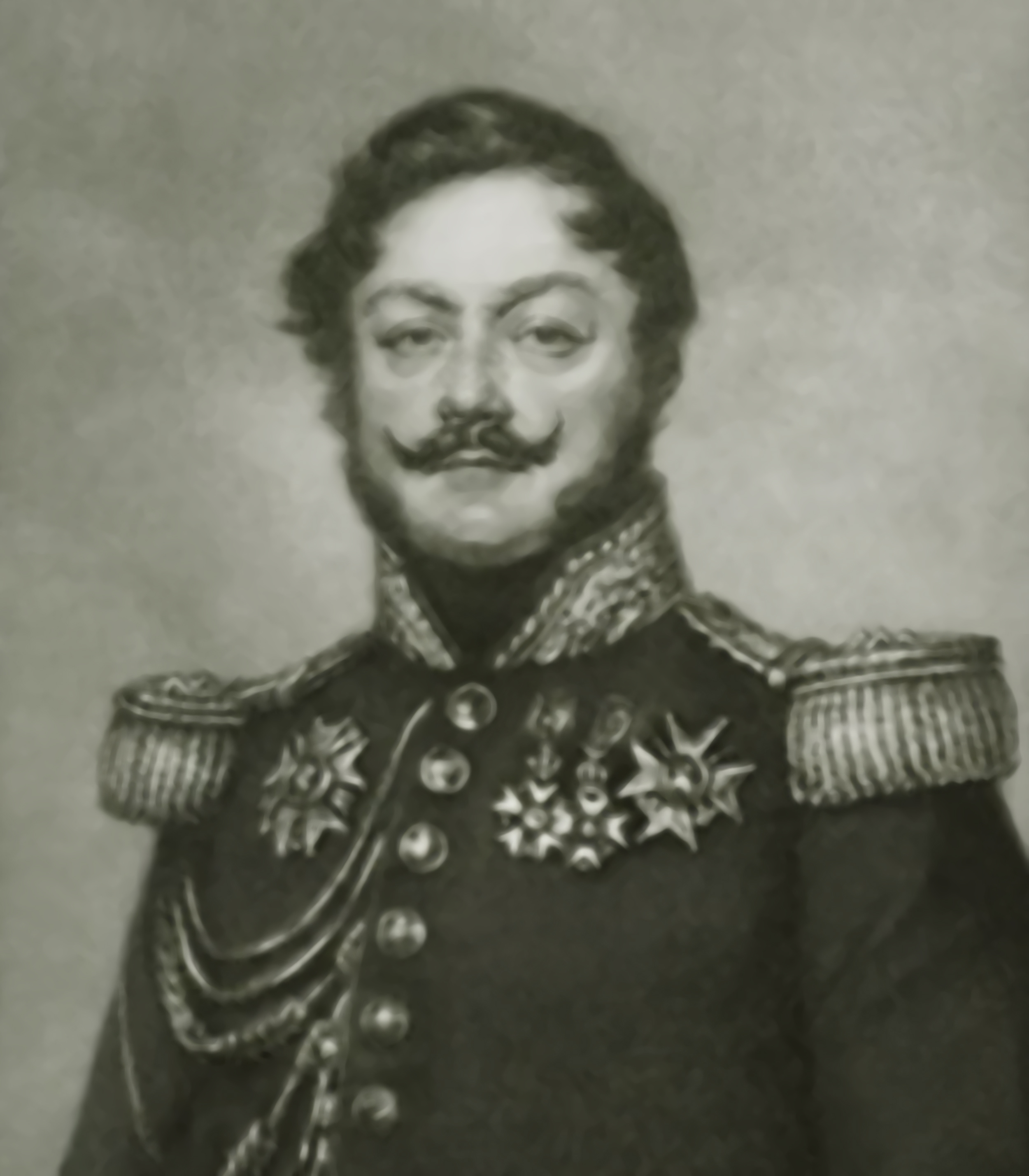
Generaal Marbot in 1840
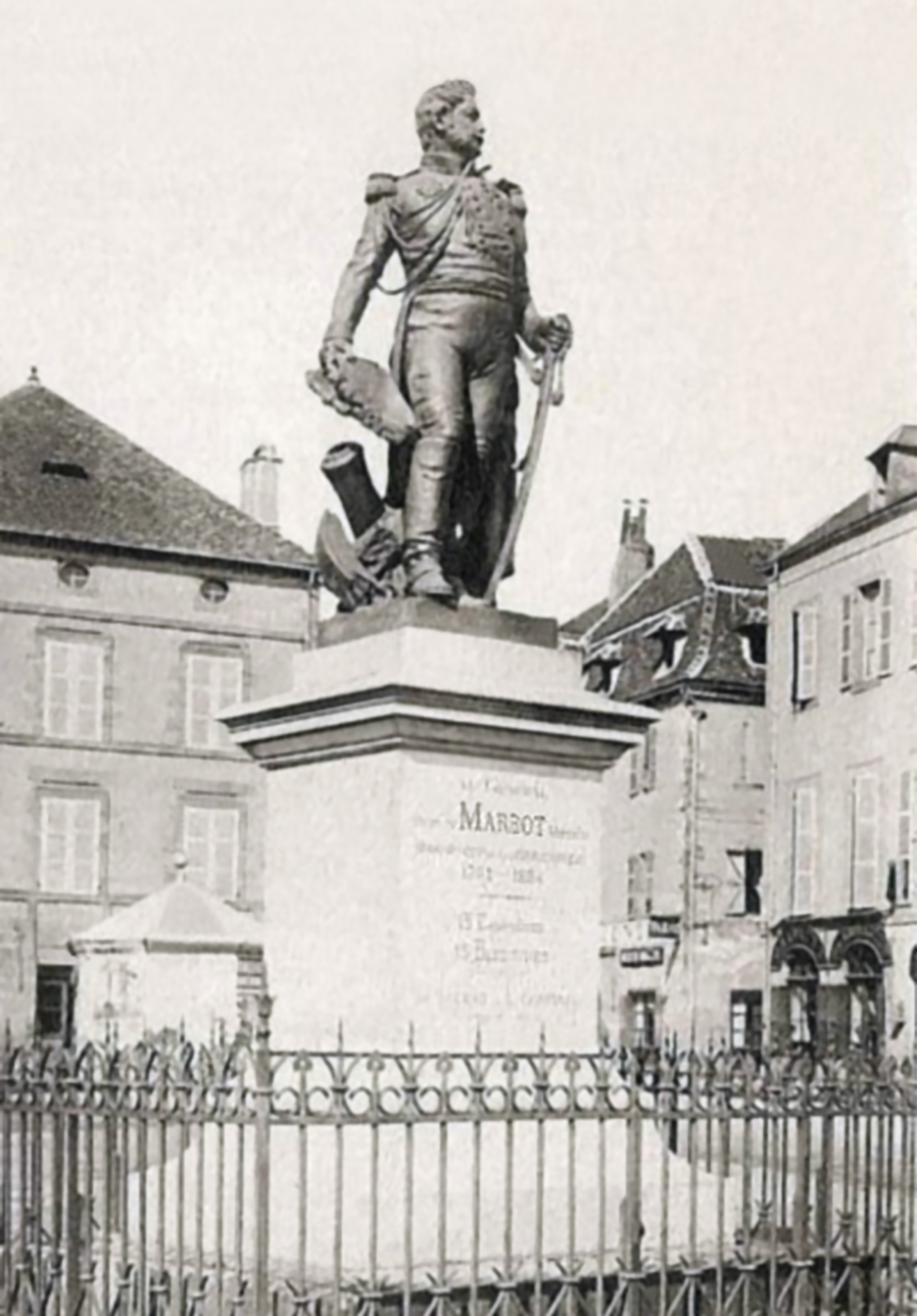
Standbeeld van generaal Marbot in Beaulieu-sur-Dordogne
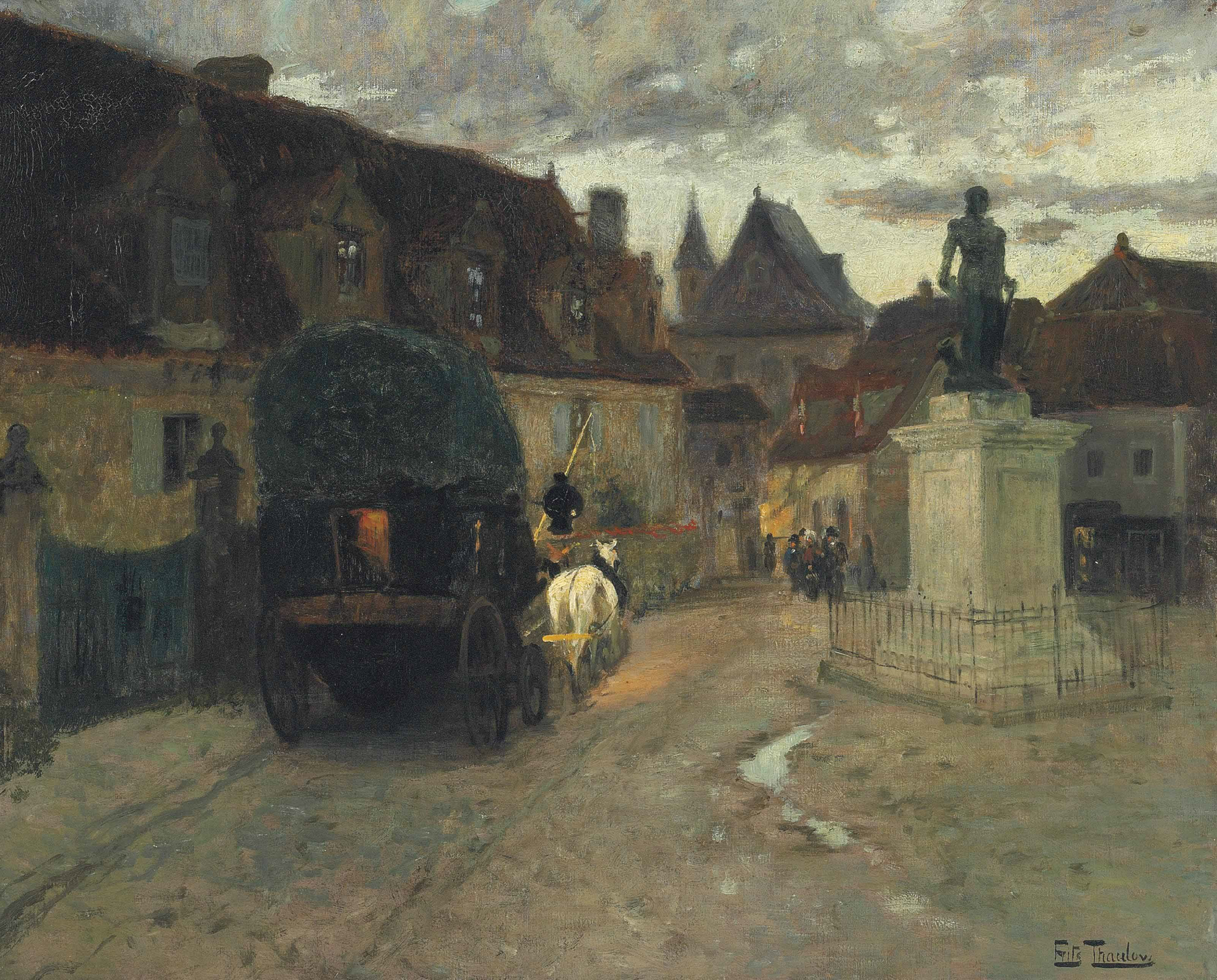
Place Marbot in Beaulieu-sur-Dordogne door Frits Thaulow